# 포르데노네 칼초
포르데노네 칼초(Pordenone Calcio S.r.l.)는 이탈리아 프리울리 베네치아 줄리아주 포르데노네를 연고지로 하는 이탈리아 축구 클럽이다.

## 역사
포르데노네 칼초는 1920년에 FC 포르데노네로 창단했다. 창단 초기에는 아마추어 지역리그에서 보내다 1950년대 후반부터 세리에 C, 세리에 D에서 보내다 1990년대 들어 다시 아마추어 리그로 강등되지만 1990년대 후반부터 차차 순위를 끌어올려 2002년에는 세리에 C2까지 복귀하며 구단 성적이 안정적으로 유지되는듯 싶었지만 2013년 여름, 채무 불이행으로 FIGC로부터 세리에 C2에서 제외되었으며 프로 축구에서의 모든 활동이 배제되었다. 이후 신임 회장이 부임하고 팀을 다시 2003-04 시즌 에첼렌차 프리울리 베네치아 줄리아주 지역 리그에 등록시키지만 재정적인 어려움과 클럽 내부의 갈등 등 리그는 고사하고 클럽 안팎의 문제들로 클럽은 끝장을 향해 달려가는데 2003년 11월 12일 베르나와의 리그 경기 당일에 감독과 선수들은 클럽에 대한 항의의 의미로 경기장에 나타나지 않기도 하였다. 그 후 점차 감독과 선수들이 팀을 떠나고, 주장인 마시모 파바넬은 임시로 선수 겸 감독을 맡으며 팀을 유지시키기 위해 노력했고 매주 일요일마다 구단은 11명의 선수를 파견했지만 대부분 아마추어 선수들이었고 시즌을 마무리 했지만 강등은 피할 수 없었다. 그러다 2004년 여름, 포르데노네 시장인 세르지오 볼조넬로 주도로 클럽 주주들간의 합병계약이 이루어지면서 팀이 재창단되었고 아칠리오 다 피에브 감독이 새로 부임하면서 2005년에는 지역 리그 컵에서 우승했으며, 2007-08 시즌 클럽은 에첼렌차 프리울리 베네치아 줄리아주 지역 리그에서 세리에 D로 승격했고 2013년에는 레가 프로로 승격하며 팀이 안정적으로 발전하는 모습을 보여 주었는데, 2017년 12월 12일 스타디오 주세페 메아차에서 열린 인터밀란과의 코파 이탈리아 16강 경기에서는 0:0으로 비기며 승부차기에 돌입해서 4:5로 아깝게 패배하였는데 이는 구단 역사상 컵 대회에서 가장 높은 순위였다. 2018-19 시즌에는 세리에 C (그룹 B)에서 성공적으로 1위를 기록하며 구단 역사상 처음으로 세리에 B로 승격하였으며 2020년 4월 현재 리그 4위를 기록중이다.

## 역대 감독
| 감독            | 임기        |
| --------------- | ----------- |
| 레나토 체사리니 | 1958 ~ 1959 |
| 조반니 발리엔   | 1959 ~ 1960 |
| 조반니 발리엔   | 1963 ~ 1964 |